# Enredo
O enredo  ou a trama, na ficção narrativa, é a cadeia de eventos onde cada acontecimento afeta o próximo através do princípio de causa e efeito. Os eventos causais de um enredo podem ser pensados como uma série de eventos ligados pelo conector "portanto". Os enredos podem variar do mais simples aos de estrutura complexa e entrelaçada, com cada parte dela às vezes referida como subenredo ou subtrama. 
Em síntese, pode-se dizer que o enredo é o esqueleto da narrativa, aquilo que dá sustentação à história, o desenrolar dos acontecimentos. É portanto não a soma, mas o resultado das relações de interdependência entre a sucessão e a transformação de situações e fatos narrados e a maneira como são dispostos para o leitor ou espectador pelo discurso que narra. Sendo assim, o enredo desenvolve-se numa obra em prosa e é indissolúvel a sua relação com a narrativa.

## Definição
O romancista inglês do início do século XX, E. M. Forster, descreveu o enredo como a relação de causa e efeito entre eventos em uma história. De acordo com Forster, "O rei morreu, e então a rainha morreu é uma história, enquanto o rei morreu, e portanto a rainha morreu de tristeza, é um enredo".
Teri Shaffer Yamada, Ph.D., da CSULB concorda que um enredo não inclui cenas memoráveis dentro de uma história que não se relacionam diretamente com outros eventos, mas apenas os "eventos importantes que movem a ação em uma narrativa". Por exemplo, no filme Titanic de 1997, quando Rose sobe no parapeito da frente do navio e abre as mãos como se estivesse voando é uma cena memorável, mas não influencia diretamente outros eventos, por isso pode não ser considerada como parte do enredo.

### Fabula e syuzhet
A teoria literária do formalismo russo no início do século 20 dividiu a narrativa em dois elementos: a fabula (фа́була) e o syuzhet (сюже́т), ou a "matéria-prima" e a "forma como ela é organizada". Aqui, uma fabula são os eventos no mundo ficcional, enquanto um syuzhet é uma perspectiva desses eventos. Os seguidores formalistas eventualmente traduziram a fabula/syuzhet para o conceito de história/enredo. Esta definição é geralmente usada em narratologia, em paralelo com a definição de Forster. A fabula (história) é o que aconteceu em ordem cronológica. Em contraste, o syuzhet (enredo) significa uma sequência única de discurso que foi ordenada pelo autor (implícito). Ou seja, o syuzhet pode consistir em pegar os eventos da história em ordem não cronológica; por exemplo, fabula é ⟨a1, a2, a3, a4, a5, ..., an⟩, syuzhet é ⟨a5, a1, a3⟩.
O formalista russo Viktor Shklovsky via o syuzhet como a fabula desfamiliarizada. Desfamiliarização ou "tornar estranho", um termo que Shklovsky cunhou e popularizou, derruba formas familiares de apresentar uma história, diminui a percepção do leitor e faz com que a história pareça pouco familiar. Shklovsky cita Tristram Shandy de Laurence Sterne como um exemplo de uma história que foi desfamiliarizada. Sterne usa deslocamentos temporais, digressões e rupturas causais (por exemplo, colocando os efeitos antes de suas causas) para diminuir a capacidade do leitor de remontar a história (familiar). Como resultado, o syuzhet "estranha" a fabula.

## Exemplos
O enredo pode ser organizado de diversas maneiras. Observe um exemplo da maneira mais comum no texto "Bezerro sem mãe" de Rachel de Queiroz:
(1) Foi numa fazenda de gado, no tempo do ano em que as vacas dão cria. Cada vaca toda satisfeita com o seu bezerro. (2) Mas dois deles andavam tristes de dar pena: (3) uma vaca que tinha perdido o seu bezerro e um bezerro que ficou sem mãe.
A vaquinha até parecia estar chorando, com os peitos cheios de leite, sem filtro para mamar. E o bezerro sem mãe gemia, morrendo de fome e abandonado.
Não adiantava juntar os dois, porque a vaca não aceitava. Ela sentia pelo cheiro que o bezerrinho órfão não era filho dela, e o empurrava para longe.
Aí o vaqueiro se lembrou do couro do bezerro morto, que estava secado ao sol. Enrolou naquele couro o bezerrinho sem mãe e levou o bichinho disfarçado para junto da vaca sem filho.
Ora, foi uma beleza! A vaca deu uma lambida no couro, sentiu o cheiro do filho e deixou que o outro mamasse à vontade. (4) E por três dias foi aquela mascarada. Mas no quarto dia, a vaca, de repente, meteu o focinho no couro e puxou fora o disfarce. Lambeu o bezerrinho direto, como se dissesse: “Agora você já está adotado.”

(5) E ficaram os dois no maior amor, como filho e mãe de verdade.
1. Situação inicial – os personagens e espaço são apresentados.
2. Quebra da situação inicial – um acontecimento modifica a situação apresentada.
3. Conflito – Surge uma situação a ser resolvida, que quebra a estabilidade de personagens e acontecimentos.
4. Clímax – ponto de maior tensão na narrativa.
5. Desfecho – resolução do conflito.[9][10]

Uma história ordena os eventos do começo ao fim em uma sequência de tempo.
Considere os seguintes eventos no conto de fada europeu Cinderela:
- O príncipe procura Cinderela fazendo com que as mulheres coloquem o sapatinho de cristal
  - As irmãs da Cinderela experimentam o sapato em si mesmas, mas ele não cabe nelas
- O sapato se encaixa no pé da Cinderela e o príncipe finalmente a encontra

O primeiro evento está causalmente relacionado ao terceiro evento, enquanto o segundo evento, embora descritivo, não impacta diretamente o resultado. Como resultado, de acordo com Ansen Dibell, o enredo pode ser descrito como o primeiro evento "e portanto" o último evento, enquanto a história pode ser descrita pelos três eventos em ordem.